# Iris (timbre)
Pour les articles homonymes, voir Iris.
Le type Iris est un timbre d'usage courant, mis en circulation en France juste avant et au début de la Seconde Guerre mondiale, puis repris à la Libération.
Il représente Iris, messagère des dieux dans la mythologie grecque. Ce type est remplacé, à partir de 1945, par la Marianne de Gandon.

## Histoire
Le type Iris, dont les premières valeurs sont émises en 1939, est le dernier timbre d'usage courant de la troisième République.
En 1941-1942, le régime de Vichy remplace les séries en cours, dont le type Iris, par de nouveaux modèles, dont les timbres d'usage courant à l'effigie du maréchal Pétain.
Lors de la libération de Paris, l’imprimerie des timbres-poste est retrouvée intacte : il est possible de reprendre l'impression des timbres au type Iris alors que le gouvernement français, par crainte de pénurie, a déjà demandé l'impression de nouveaux types, Arc de Triomphe, Marianne de Dulac et d'Alger, Coq d'Alger et Chaînes brisées. Le type Iris et toutes ces séries provisoires s'effacent progressivement en 1945 pour laisser la place à la Marianne de Gandon.
Les « Faux de Londres », également appelés « Faux de l'Intelligence Service », sont plusieurs timbres de France dont Iris à 1,50 F (rouge) imprimés à Londres par Waterlow and Sons (en) avant 1942 mais qui ne sont qu'exceptionnellement connus sur lettres. Ces timbres bien imités sont destinés à affranchir des courriers et des tracts de propagande diffusés en France : très peu d'entre eux sont conservés par leurs destinataires.

## Description
Dessinés et gravés par Georges Hourriez, les timbres sont imprimés en typographie rotative par feuilles de 100 timbres. Mesurant 20 × 24 mm, ils sont dentelés 14 x 13½.
Le timbre représente le buste d'un femme ailée. Les cheveux retenus sur le front par un bandeau, elle tient un flambeau dans sa main droite brandie.

## Émissions
| Valeur faciale | Couleur | Émission   | Retrait    | Tirage        |
| -------------- | ------- | ---------- | ---------- | ------------- |
| 1 F            | vert    | 16/05/1939 | 15/05/1941 | 1 070 000 000 |
| 1,30 F         | bleu    | 08/01/1940 | 02/03/1942 | 11 700 000    |
| 1 F            | rouge   | 20/06/1940 | 02/03/1942 | 483 936 000   |
| 80 c           | brun    | 02/12/1940 | 02/03/1942 | 15 890 000    |
| 1,50 F         | orange  | 25/01/1941 | 02/03/1942 | 15 890 000    |

| Valeur faciale | Couleur      | Émission   | Retrait    | Tirage      |
| -------------- | ------------ | ---------- | ---------- | ----------- |
| 80 c           | vert         | 22/09/1944 | 12/05/1945 | 108 185 000 |
| 1 F            | bleu         | 21/09/1944 | 15/09/1945 | 98 075 000  |
| 1,20 F         | violet       | 30/09/1944 | 11/05/1946 | 73 890 000  |
| 1,50 F         | brun-rouge   | 05/09/1944 | 12/05/1945 | 524 000 000 |
| 2 F            | brun         | 06/11/1944 | 12/05/1945 | 90 960 000  |
| 2,40 F         | rose carminé | 04/10/1944 | 11/05/1945 | 10 800 000  |
| 3 F            | orange       | 01/11/1944 | 15/09/1945 | 34 130 000  |
| 4 F            | bleu         | 18/10/1944 | 04/11/1945 | 43 490 000  |